# Адмирал индийский
Адмирал индийский (Vanessa indica) — дневная бабочка из семейства нимфалид.

## Описание

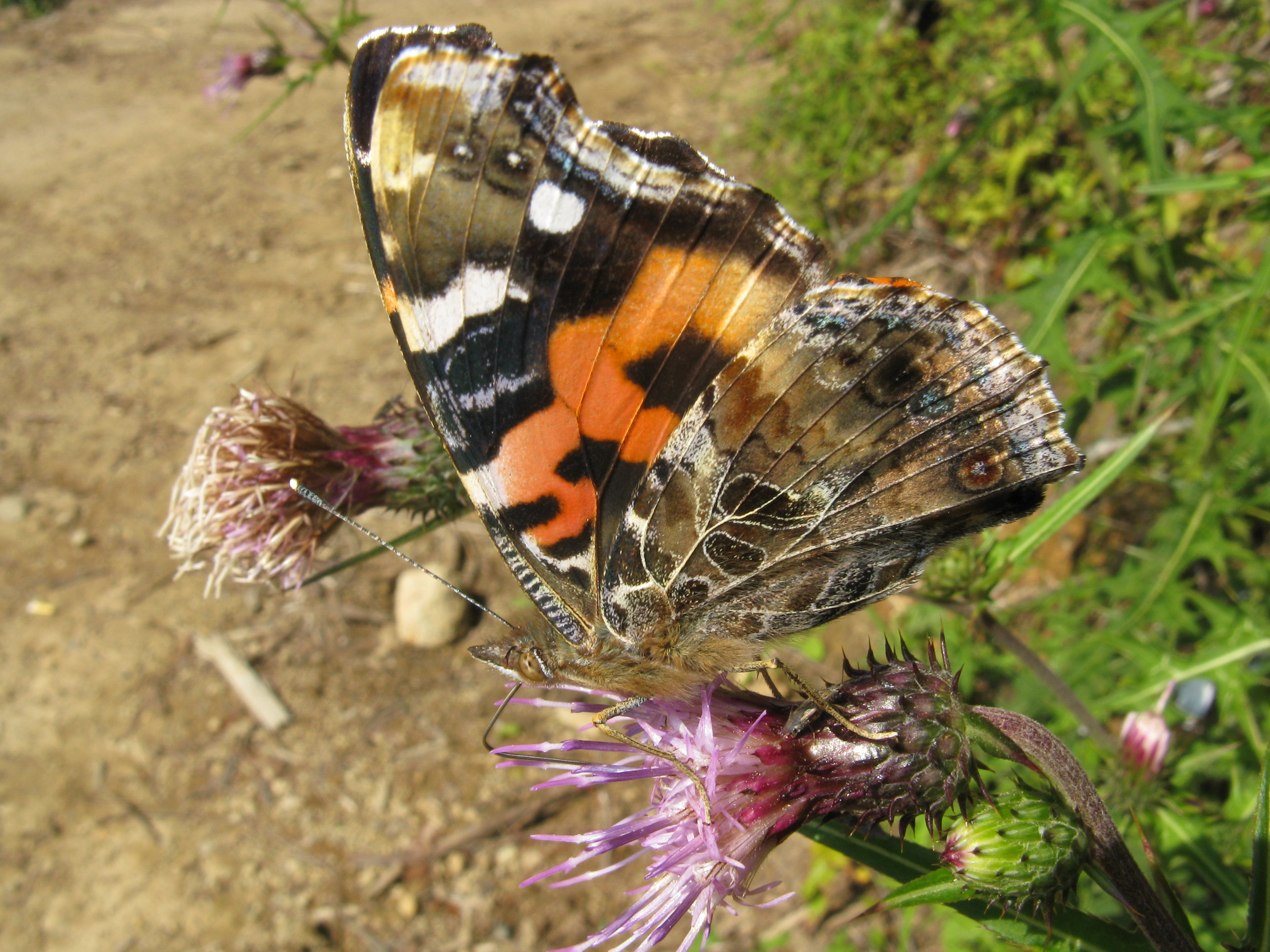

Длина переднего крыла 25—32 мм. Общий фон крыльев темно-коричневого или черного цвета. Передние крылья с сильно изломанной красно-оранжевой перевязью. Половой диморфизм не выражен.
Центральная ячейка на задних крыльях замкнута. Внешний край крыльев волнистый с одним более заметным выступом на жилке M1 на передних крылья. Наружный край задних крыльев без заметных выступов. Крылья снизу с рядом субмаргинальных глазчатых пятен. Снизу на передних крыльях повторяется рисунок верха, а заднее крыло коричневатое и мраморовидное за счет тёмных штришков и извилин. Задние крылья округлые, их внешний край слегка волнистый.

## Ареал

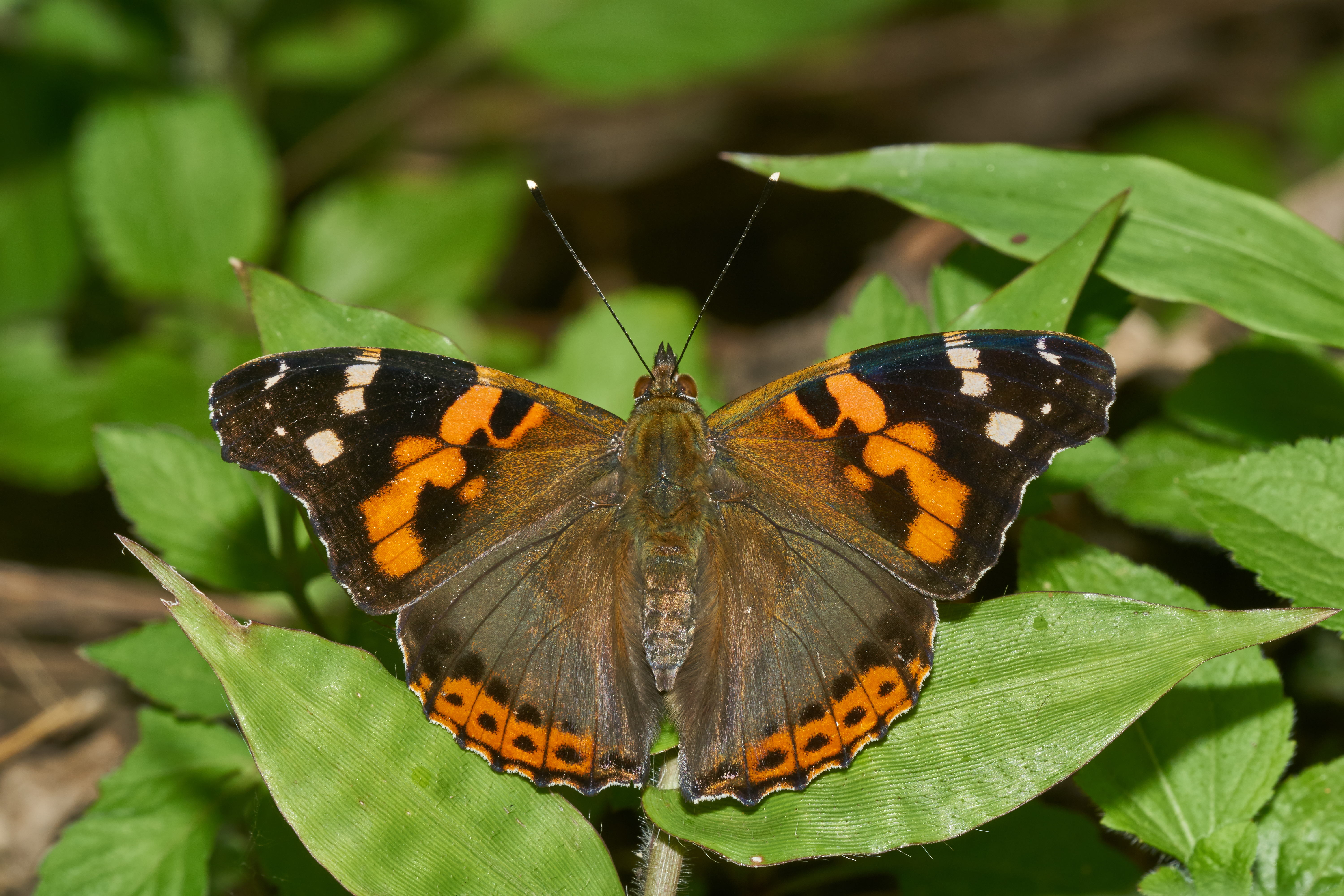

Япония, Корейский полуостров, Китай (за исключением Тайваня и северо-западных районов страны), Филиппины, Шри-Ланка, Индия, полуостров Индокитай, Мьянма, Гималаи.
В России встречаются, по всей видимости, только мигрирующие особи: на юге Камчатки, юге Хабаровского края до устья реки Амур, ЕАО, юге Амурской области, Приморье, юг Сахалина, юг Курильских островов. Отмечался залёт бабочек этого вида на юго-восток Забайкалья, юг Якутии и юг Иркутской области, а также на восток Монголии.
Населяет лесные опушки, поляны, обочины дорог, пустыри, луга, берега рек и т. д. Часто наблюдается в антропогенных биотопах. В горах встречается до нивального пояса (2500—2700 м над ур. м.).

## Биология
Является активным мигрантом.

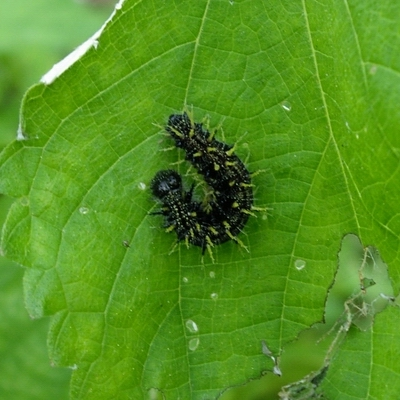
Гусеница

Самка откладывает яйцу по одному на листья кормовых растений гусениц: крапива (Urtica), Urtica thunbergiana, Urtica angustifolia, Urtica neilgherriensis, Girardinia heterophylla, Boehmeria densiflora, Boehmeria nivea. Куколка свободная и прикрепляется головой вниз.